# Бойомир (герб)
Бойомир (пол. Bojomir) — польский шляхетский герб.

## Описание
В голубом поле золотой полумесяц рогами вверх; над ним, против рогов, две шестиконечные серебряные звезды. Шлем украшен золотым кавалерским крестом, висящим на такой же цепи. В навершии шлема обнаженная рука с мечом, вправо. Герб Бойомир Рутье внесён в Часть 1 Гербовника дворянских родов Царства Польского, стр. 70.

## Используют
Вышеописанный герб вместе с потомственным дворянством Всемилостивейше пожалован Командиру 4- Уланского полка Польских войск Андрею Рутье, за долговременную усердную службу, Высочайшею грамотою Государя Императора и Царя НИКОЛАЯ I 21(9) Февраля 1827 года